# Heidelberger Druckmaschinen
 (novembre 2018).
Si vous disposez d'ouvrages ou d'articles de référence ou si vous connaissez des sites web de qualité traitant du thème abordé ici, merci de compléter l'article en donnant les références utiles à sa vérifiabilité et en les liant à la section « Notes et références ».
Heidelberger Druckmaschinen AG (dite aussi Heideldruck ou Heidelberg) est une entreprise allemande de génie mécanique fondée en 1850, produisant entre autres de la presse offset à feuilles, et leader mondial sur ce secteur. Le siège social se situe à Heidelberg (Bade-Wurtemberg). 
La société produit des équipements destinés à toute la chaîne d'impression, prépresse et distribution inclus.

## Histoire

Organigramme historique montrant l'évolution de Heidelberg depuis 1817.

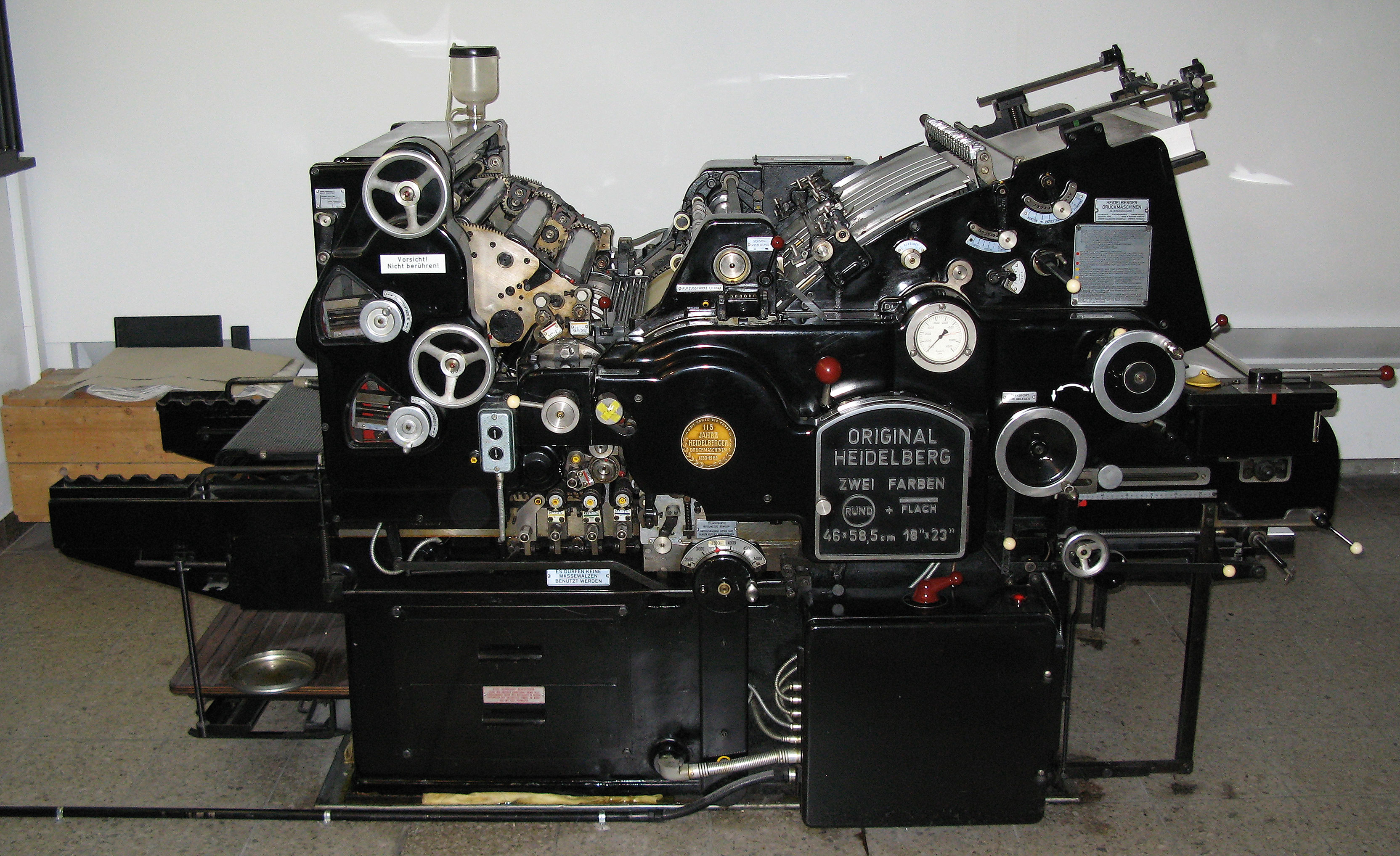
Presse à cylindre Original Heidelberg Zwei Farben (1965).

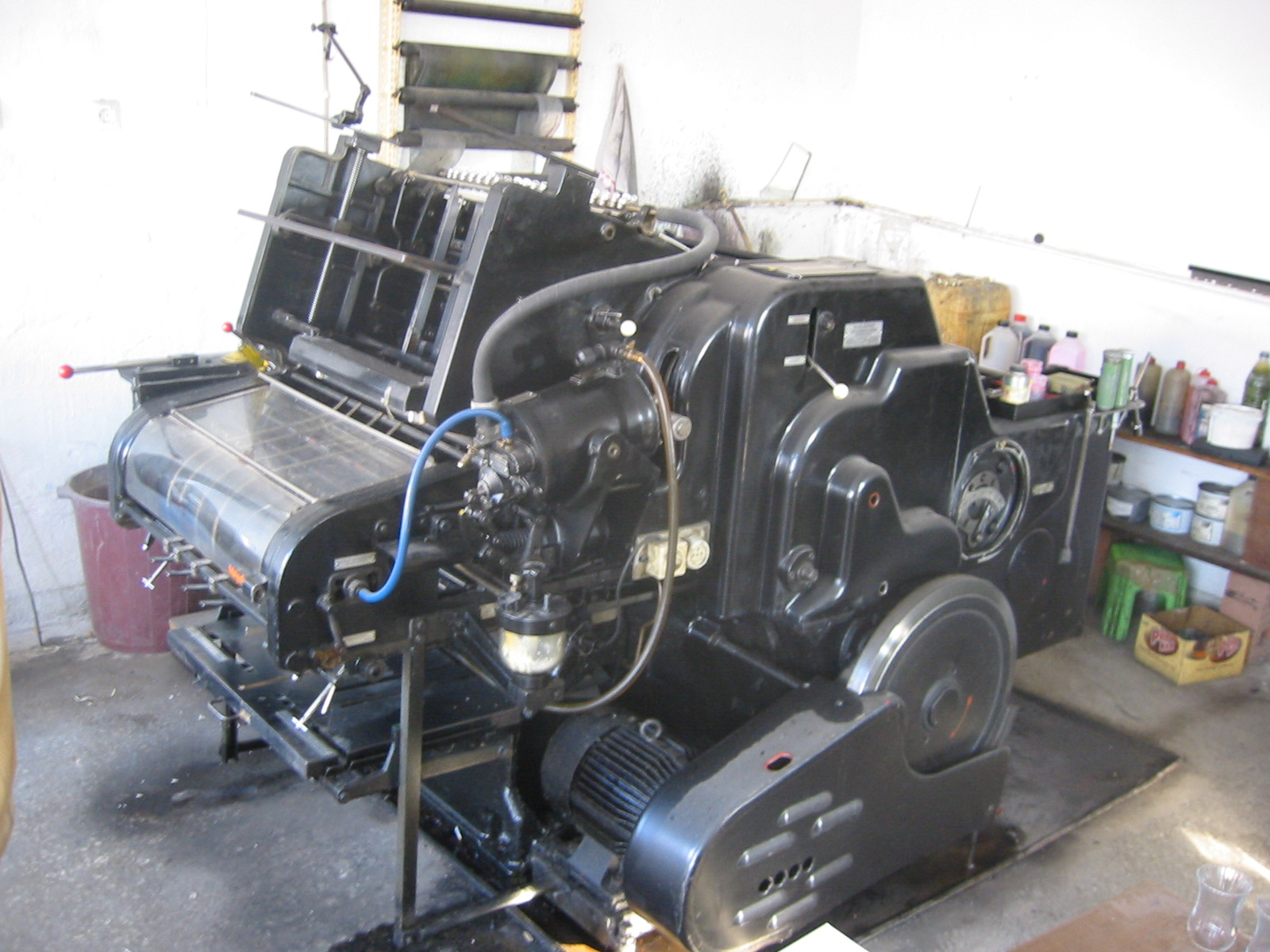
Presse offset KOR.

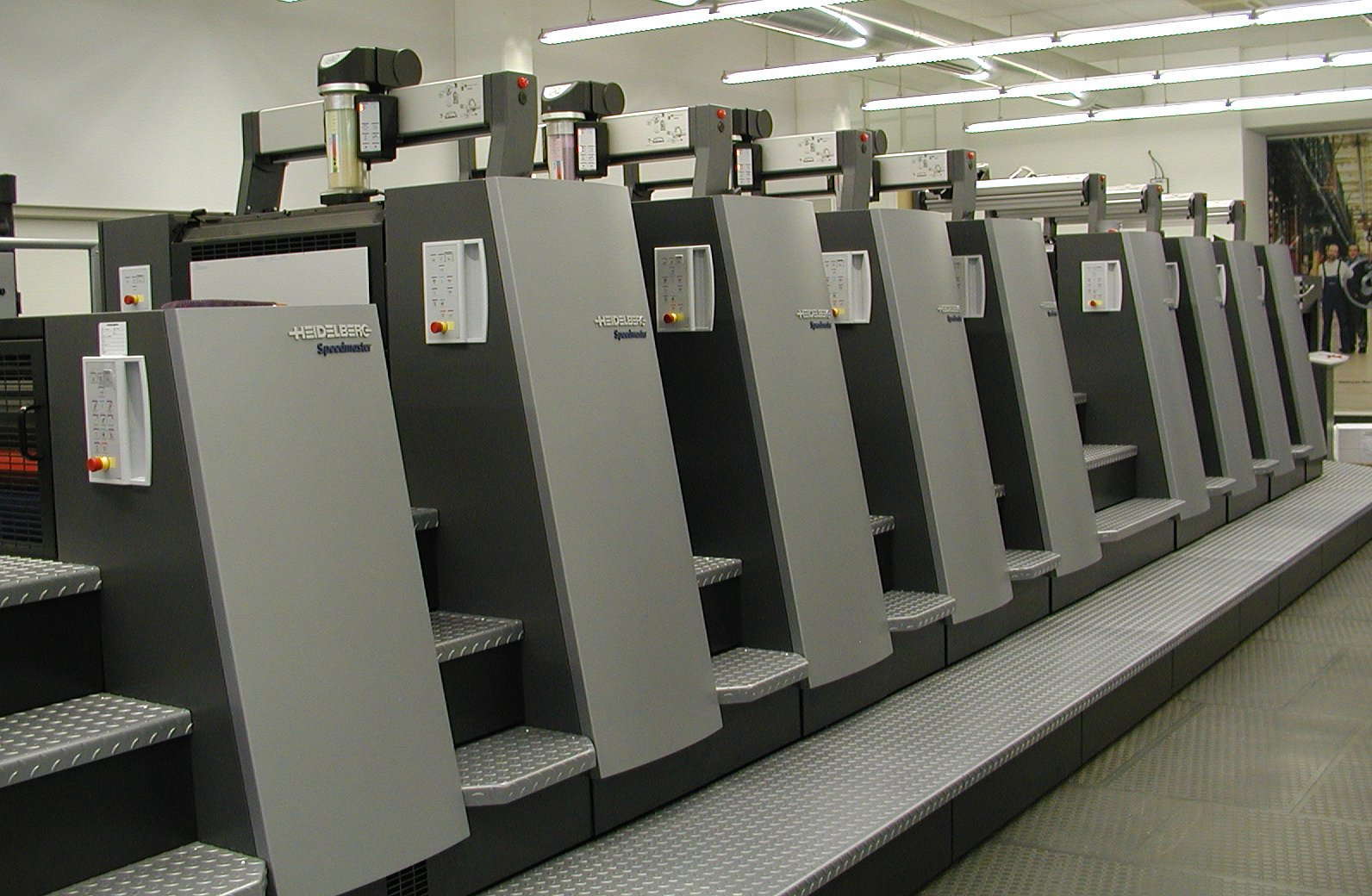
Presse Speedmaster 8 couleurs (2007).

Le groupe a été fondé en 1850 à Frankenthal par Andreas Hamm ; son frère aîné, Goerg, avait acquis une ancienne fonderie de cloches et fabrique de pompe à bras de pompier et machine à vapeur. Rachetant les parts de son frère, Andreas la transforme en usine à produire des machines destinées à l'impression en s'associant en 1856 à Andreas Albert, ancien responsable de l'assemblage à l'usine de machines C. Reichenbachschen Maschinenfabrik, dirigée par Carl August Reichenbach (1801-1883). Reichenbach était l'ancien directeur des usines Koenig & Bauer AG, inventeurs de la presse rotative. 
En 1863, Albert & Hamm commencent à produire des presses rapides, tout en gardant la filière cloche et pompe. Leurs machines ressemblent beaucoup aux presses Reichenbach. Ils commencent à vendre des machines à l'étranger, entre autres à Kherson et Odessa. En 1873, Albert et Hamm se séparent ; ce dernier fait entrer son fils Karl dans la nouvelle entreprise, qui se place alors en concurrence avec la Schnellpressenfabrik Albert & Cie, fondée par son ancien associé. 
En 1895, à la mort d'Andreas Hamm, Karl, conservant la production de cloche, revend la partie machine et presse à Wilhelm Müller, qui déplace son siège à Heidelberg, où se trouve déjà une usine de génie mécanique appelée Heidelberger Maschinenfabrik, avec laquelle elle fusionne et prend le nom de Schnellpressenfabrik A. Hamm AG. Ce groupe connaît d'importants problèmes de trésorerie durant les années 1900-1910. 
Durant la Première Guerre mondiale, les deux actionnaires principaux de la Schnellpressenfabrik, la Rheinischen Creditbank de Mannheim et la Darmstädter Bank für Handel und Industrie, revendent en 1916 à Richard Kahn (1890-?), un industriel originaire de Bochum ; le complexe industriel, la Heidelberger Maschinenfabrik, est intégrée au Richard Kahn GmbH (« Kahn-Konzern » ou Khans, liquidé en 1932 à la suite de la crise financière), un groupe qui produisit entre 1914 et 1925 plus de 165 000 Tiegeldruckpresse (presse à platine), qui possédait un système automatique d'alimentation-papier et était donc beaucoup plus rapide que les modèles conventionnels.
Dans les années 1920, la Schnellpressenfabrik produit en plus des presses des motocyclettes mais cesse en 1933. 
En 1929, la Maschinenfabrik Geislingen (MAG) et la société C. Maquet AG, qui produisait des appareillages et équipements médicaux, fusionnent avec la division presses rapides de Schnellpressenfabrik. En 1931, en pleine crise, les actionnaires principaux, la Deutsche Bank et la Commerzbank reprennent cette division presse qu'ils séparent du Kahn-Konzern : elle échappe ainsi à la liquidation. En 1940, la société Rheinelektra rachète la division presse aux banques.
Après guerre, Hubert Sternberg reprend en main Schnellpressenfabrik. Au début des années 1960, la société présente sa première machine à imprimer offset, la Heidelberg KOR (Kleine Offset Rotation).
En 1967, la Schnellpressenfabrik est rebaptisée Heidelberger Druckmaschinen AG. Durant cette période, la presse GTO (Großer Tiegel Offset), lancée en 1972, devient la machine offset la plus vendue dans le monde, capable de fournir 40 000 unités/heure. En 1974, la série Speedmaster-Baureihe est proposée sur le marché.
Dès le milieu des années 1980, Heidelberg, la nouvelle forme abrégée du nom de la société, devient l'une des entreprises les plus importantes du secteur de la construction mécanique en Allemagne. En 1988, Heidelberg fait l'acquisition des presses offset Harris Graphics Corporation, une société américaine ayant des filiales en France et au Mexique. Dans le secteur du prépresse, Heidelberg rachète la société Linotype-Hell AG en 1996 afin de compléter sa gamme de produits principalement avec des lecteurs de plaques laser, destinés en particulier aux plaques d’impression. La même année, est rachetée Contiweb, auprès de Stork. En 1997, Heidelberger Druckmaschinen AG est introduite pour la première fois à la bourse de Francfort. La même année, la société reprend la branche Office Imaging (impression numérique en noir et blanc) de la société Eastman Kodak, ainsi que la société Stahl GmbH & Co. KG de Ludwigsburg. 
En 2000, Heidelberg se présente comme un fournisseur de solutions pour tous les secteurs de l'industrie graphique.
Durant les années 2001-2005, Heidelberger Druckmaschinen connaît d'importantes difficultés. Durant cette période, des usines situées en Slovaquie sont cédés, les sites américains, français (Montataire) et néerlandais (Boxmeer) sont revendues à Goss International dans laquelle Heidelberg garde 15 % du capital. La branche Heidelberg Digital Finishing GmbH située à Mulhouse, anciennement Kodak, est fermée. Heidelberger Druckmaschinen AG se concentre désormais à nouveau sur son cœur de métier traditionnel, celui des machines d’impression offset à feuilles. En 2004, l'actionnariat du groupe évolue : RWE décide de revendre sa participation qu'elle détenait dans Heidelberg via Rheinelektra depuis 1947, à hauteur de 57 %. En 2006,  Heidelberg ouvre une usine dans le district de Qingpu (Shanghai).
La crise de 2008 affecte de nouveau Heidelberg qui doit se séparer de 4 000 employés sur 20 000 qu'elle compte dans le monde. Des travaux de modernisation sont entrepris sur les sites allemands. Une aide fédérale s'élevant à 700 millions d'euros permet cette transition. En 2010, une augmentation de capital est décidée, se montant à 420 millions. La dette de la société s'en trouve fortement réduite.
En 2011, est signée un accord de coopération stratégique avec la société japonaise Ricoh, ciblant les activités numériques. En 2012, 2 000 emplois sont supprimés dont 1 200 en Allemagne. En 2013, le groupe signe un accord de coopération stratégique avec Fujifilm. En juillet 2014, le groupe retrouve pour la première fois depuis dix ans un exercice bénéficiaire. La même année, Heidelberg acquiert la totalité du capital de Gallus Holding.  
En 2015, le siège administratif déménage à Wiesloch. 
La filiale française d'Heidelberg est au 24b, avenue de la Demi-Lune à Roissy-en-France (Val d'Oise) depuis le 15 décembre 2014 après avoir quitté l'ancien site d'Ofmi-Garamont situé à Tremblay-en-France (Seine Saint-Denis).